# 1876 en France
Chronologie de la France
- 1872
- 1873
- 1874
- 1875
- 1876
- 1877
- 1878
- 1879
- 1880

Cette page concerne l'année 1876 du calendrier grégorien.

## Événements
- 30 janvier : faible majorité monarchiste au Sénat (149 voix contre 130)[1].

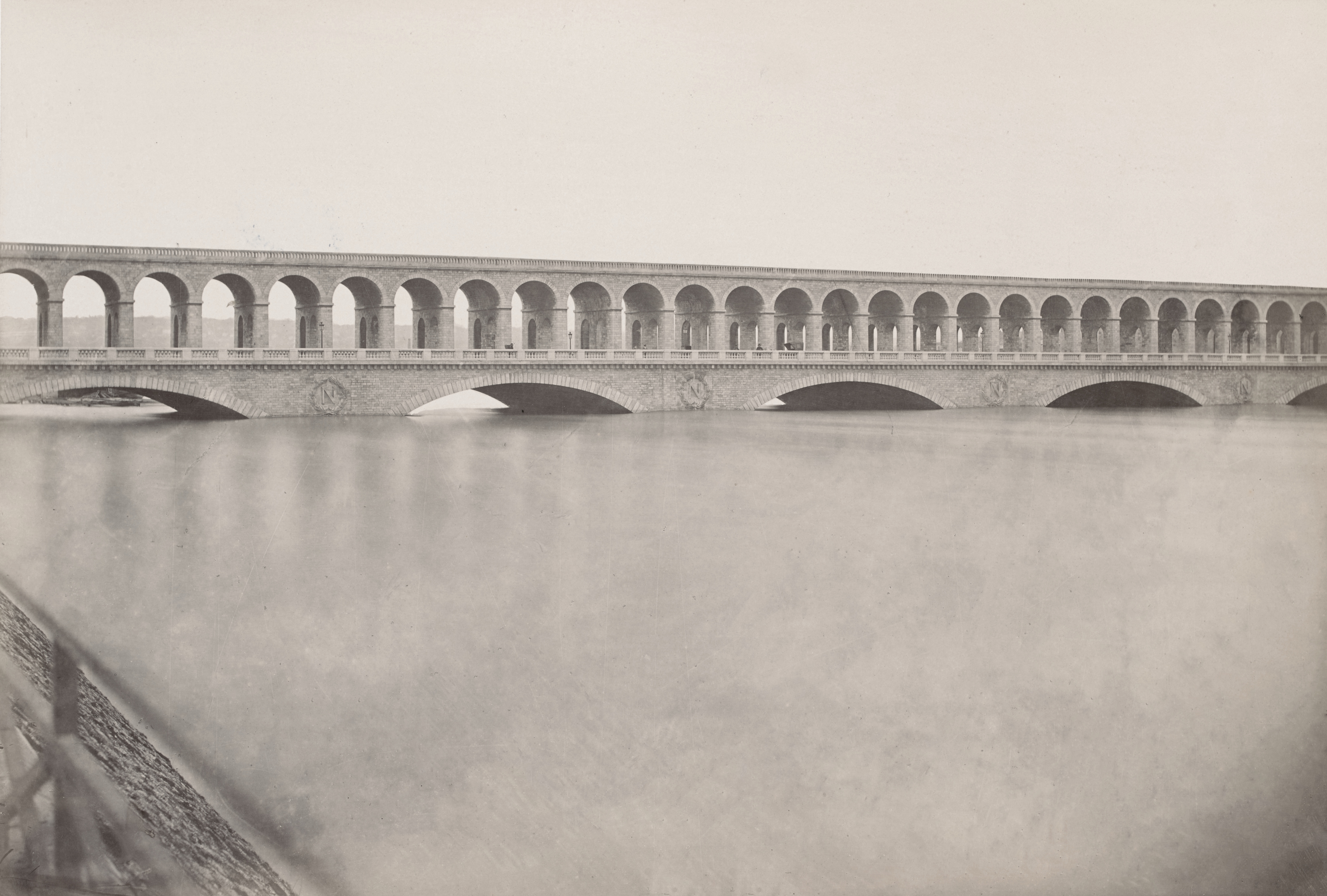
La seine à Auteuil en février 1876.

- 15 février - 18 mars : inondation dans le bassin de la Seine[2].
- 20 février - 5 mars : succès républicain aux élections législatives avec 360 députés contre 170 aux conservateurs.
- 23 février - 9 mars et 9 mars - 2 décembre : troisième et quatrième gouvernements Jules Dufaure[3].

- 12 mars : ouragan dans le Nord de la France[4].
- 30 mars-30 avril : deuxième exposition des impressionnistes dans la galerie Durand-Ruel, rue Le Peletier à Paris[5].
- 5 août : loi qui met fin à la frappe de l'argent, ce qui instaure de fait de l'étalon-or au détriment du bimétallisme[6].
- 11 août : l'assemblée vote des crédits pour la formation de 19 comités d'études et de vigilance contre le phylloxéra qui ravage les vignobles français[7].

- 20 septembre - 25 décembre : Charles Tellier traverse l'Atlantique (Rouen-Buenos Aires) avec un bateau frigorifique de sa conception destiné à amener en Amérique du Sud des carcasses de bœufs, de moutons et de volailles congelées[8].

- 2-10 octobre : premier congrès ouvrier à Paris organisé par le journaliste Jean Barberet[9].
- 15 octobre : Louis Andrieux fonde Le Petit Parisien[10].
- 21 octobre : le puits de Sangatte, ouvrage profond de 129 mètres destiné à étudier la possibilité de creusement d'un tunnel sous la Manche, est achevé[11].
- 18 novembre : condominium franco-britannique en Égypte à la suite de la banqueroute de l’État égyptien[12].
- 12 décembre : gouvernement Jules Simon (fin le 16 mai 1877)[3].